# Dziady śmigustne

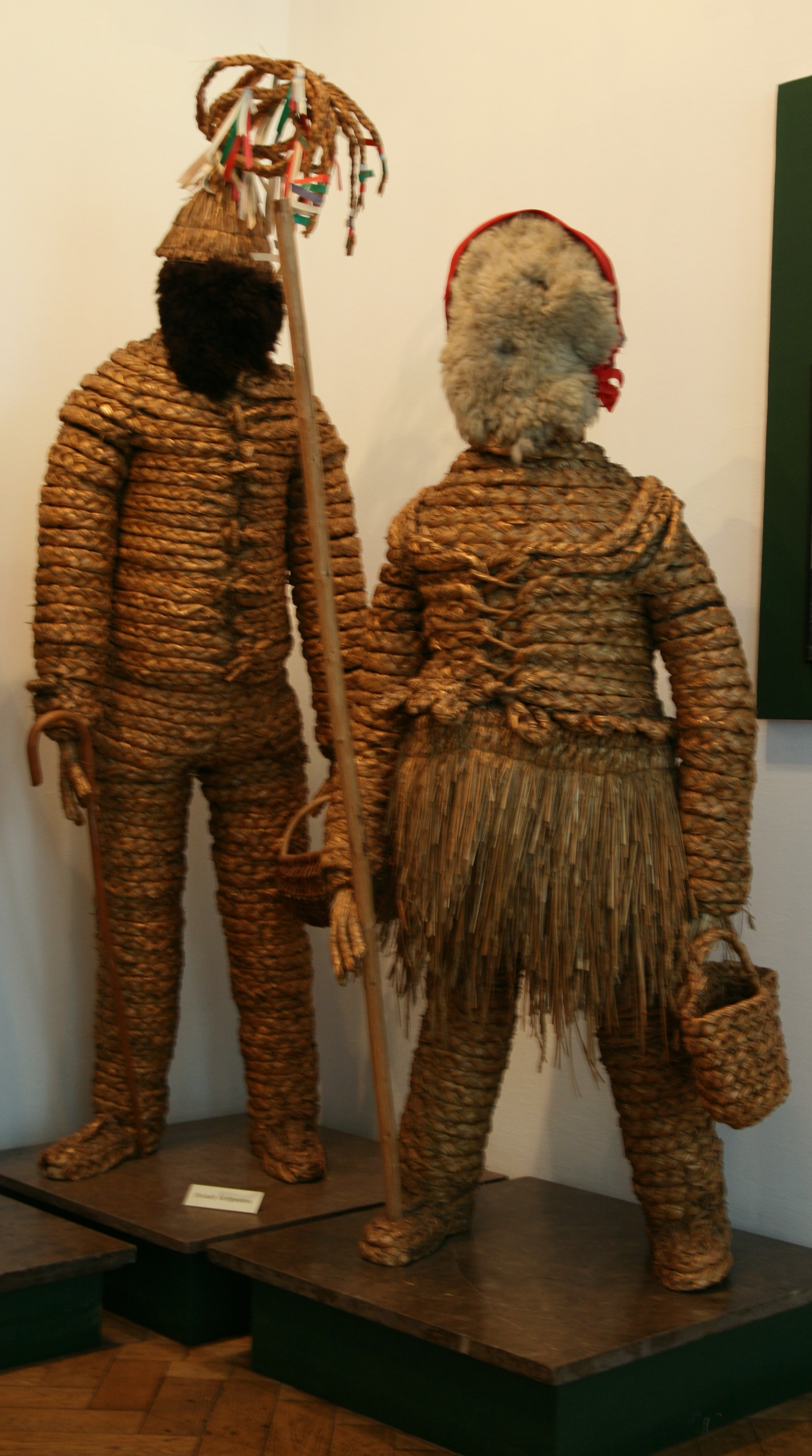
Dziady śmigustne, Muzeum Etnograficzne w Krakowie

Dziady śmigustne (lub śmiguśne, zwane także śmiguśniokami lub słomiakami) – zwyczaj ludowy związany ze Świętem Wielkanocy. Występuje na terenie południowej Małopolski, związany jest ze wsią Dobra koło Limanowej, a także z Wiśniową koło Dobczyc. Każdego roku kawalerowie, przywdziewają własnoręcznie tworzone słomiane stroje i organizują świąteczny pochód. Echo pierwotnej formy zwyczaju obecne jest do dzisiaj. Promocję i pielęgnację tradycji wspiera Gminny Ośrodek Kultury w Dobrej, Towarzystwo Miłośników Regionu Dobrzańskiego i Gminny Ośrodek Kultury i Sportu w Wiśniowej.

## Geneza tradycji
W nocy z Niedzieli na Poniedziałek Wielkanocny we wsi pojawiały się owinięte w słomę maszkary (zwane dziadami śmigustnymi) i obchodziły domostwa. Ubrane były w kożuchy, odwrócone włosiem do góry. Nogi bądź całe ciało pokryte miały słomą. Twarz zakrywała im maska z baraniego kożucha bądź też materiału z doczepioną brodą, której towarzyszyły wąsy z konopi. Na głowy zakładały wysokie czapy ze słomianymi warkoczami, w które wplatano kolorowe wstążki. W rękach trzymały długie drewniane kije oraz kosze do których zbierały jajka. Postacie te nie mówiły, lecz turkały (wydawały z siebie pomruki, pohukiwania), dodatkowo rytmicznie tupiąc. Elementem ich pochodu było polewanie domowników wodą bądź porywanie kobiet z gospodarstwa i wciąganie ich do rzeki.  
Z tradycją tą prawdopodobnie związana jest legenda, przekazywana przez mieszkańców z ust do ust. Opowiada o tym, jak przed wiekami do wioski przybyli jeńcy z niewoli tatarskiej. Tatarzy okaleczyli znaczną część, zdzierając z nich ubrania oraz obcinając języki. Miało to na celu uniemożliwienie im zdania relacji z wydarzeń podczas niewoli. Tak sponiewieranych pozostawiono samym sobie. Chroniąc się przed zimnem, przywdziali ubrania ze słomy, którą znaleźli na pobliskich polach. Mieszkańcy przyjęli ich oraz zaopiekowali się nimi, a na pamiątkę tego wydarzenia wieś nazywa się Dobra.  
Z obyczajem związany jest także inny symboliczny mit, który podaje, że przebierańcy są żydowskimi wysłannikami, którzy nie uwierzyli w zmartwychwstanie Jezusa Chrystusa i za karę stracili głos. Nie zawsze były to jednak nieme postacie. W okolicach Mielca funkcjonowały dziady śmigustne zwane mówiącymi, które polewając gospodarzy wodą ze swoich sikawek (wielkich drewnianych szpryc) życzyły im dobrego urodzaju.

## Znaczenie symboliczne
Wygląd dziadów miał szczególne znaczenie symboliczne. Maska odnosiła się do pozaludzkiej przynależności. W zwierzęcej sierści jak i w słomie ukrywa się symbolika płodności. Przyodziani w ten sposób ludzie nabierają cech roślinnych jak i zwierzęcych. "Dziady" były powszechnym określeniem na wędrownych żebraków. Wierzono, że posiadają zdolność łączenia świata żywych i umarłych. Dlatego postacie przemieszczające się między domostwami, można utożsamiać ze zmarłymi. Hałas jako znak życia, oznaczał ich przyjmowanie. Obdarowywanie miało zagwarantować urodzajność i płodność roślin w nadchodzącym okresie wegetacji. Używanie słomy związane było z wiarą, że jest ona miejscem przebywania zmarłych dusz. Dlatego postać owinięta nią od stóp do głowy jednoznacznie kojarzyła się ze światem zmarłych.